# Stanhopea × fowlieana
Stanhopea × fowlieana là một loài thực vật có hoa trong họ Lan. Loài này được Jenny miêu tả khoa học đầu tiên năm 1993.

## Hình ảnh

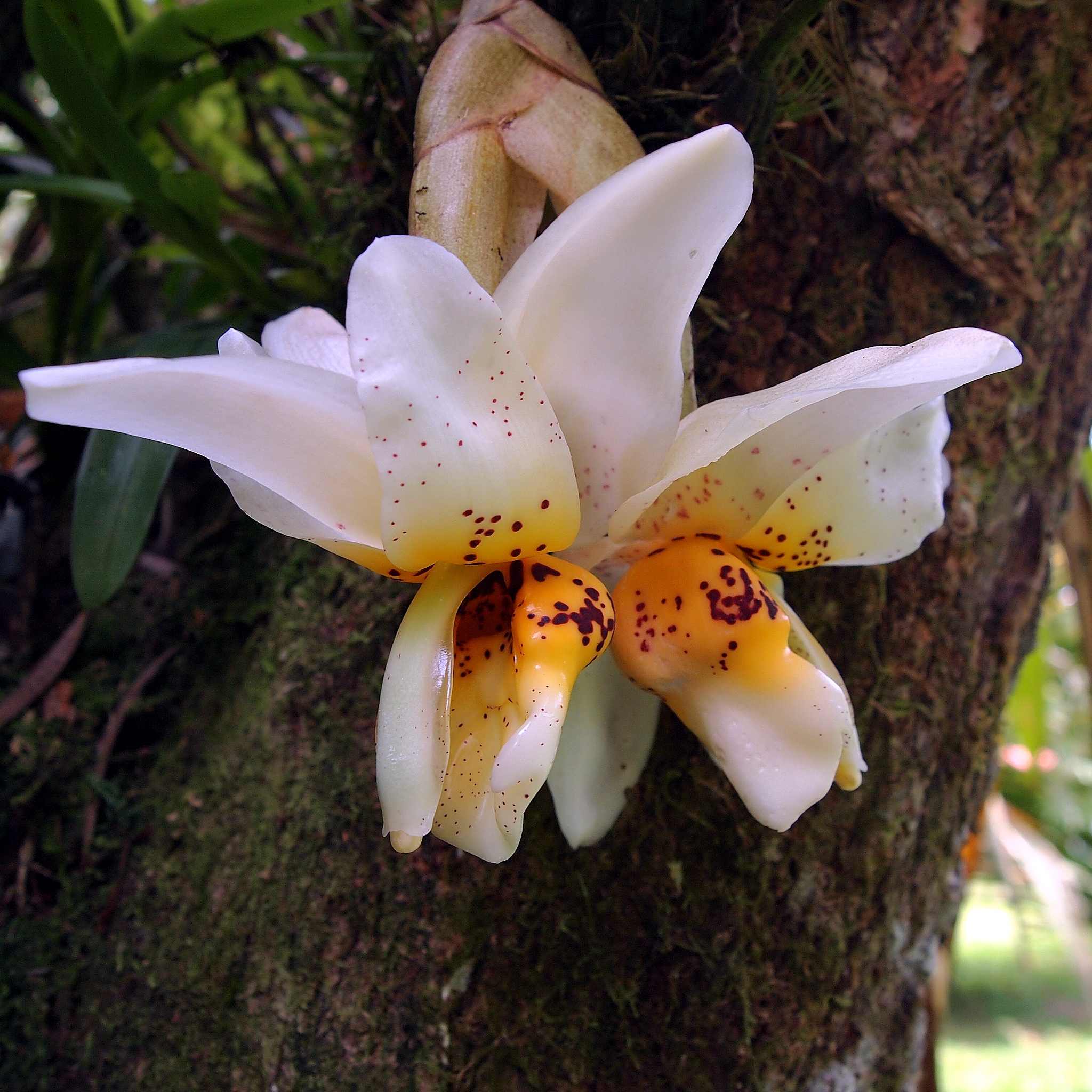